# سید رضا تقوی (سیاستمدار)
سید رضا تقوی (زاده ۱۳۲۵ دامغان) روحانی و سیاستمدار ایرانی است. وی ریاست شورای سیاستگذاری ائمه جمعه را از ۱۰ خرداد ۱۳۷۹ تا ۱۶ دی ۱۳۹۶ بر عهده داشت. وی نماینده دامغان در دوره دوم و تهران در ادوار چهارم، پنجم و یازدهم مجلس شورای اسلامی نیز بوده‌است. وی همچنین در مجلس یازدهم ریاست سنی مجلس را برعهده داشت. تقوی در ۲۳ دی ۱۴۰۰ خورشیدی با حکم سید ابراهیم رئیسی، به عنوان رابط دولت و حوزه‌های علمیه منصوب شد.
تقوی ریاست هیئت امنای مجمع خیرین سلامت استان تهران را نیز بر عهده دارد.

## مجلس یازدهم شورای اسلامی
تقوی توانست در یازدهمین انتخابات مجلس شورای اسلامی با کسب ۷۵۳ هزار و ۳۰۷ رای، به عنوان نفر بیست و یکم از حوزه انتخابیه تهران، ری، شمیرانات و اسلامشهر از استان تهران انتخاب گردد. تقوی ریاست مجمع نمایندگان تهران و فراکسیون روحانیت مجلس یازدهم را بر عهده داشت.

## سمت‌های قبلی
- مسئول بسیج قم
- امام جمعهٔ شهرکرد از ۱۳۶۰ تا ۱٣۶۵
- نمایندهٔ مجلس شورای اسلامی
- معاون فرهنگی سازمان تبلیغات اسلامی
- رئیس شورای سیاست‌گذاری ائمه جمعه
- نماینده ولی فقیه در وزارت جهاد کشاورزی[۷]

وی همچنین از اعضای سابق شورای عالی انقلاب فرهنگی نیز می‌باشد.
او یکی از نمایندگان امضاکنندهٔ طرح استیضاح مهاجرانی در اردیبهشت ۱۳۷۸ بود.